# Renée Gailhoustet

Centre Jeanne Hachette, Jean Renaudie Architecte.

Renée Gailhoustet, née le 15 septembre 1929 à Oran et morte le 4 janvier 2023 à Ivry-sur-Seine, est une architecte française, célèbre pour ses réalisations en matière de logement social en banlieue parisienne.

## Biographie

### Formation
Fille de Maurice Gailhoustet, comptable puis directeur adjoint du journal L'Écho d'Oran, Renée Gailhoustet suit des études littéraires à Paris, en classes préparatoires, puis à la Sorbonne où elle obtient une licence de lettres.
Militante aux Jeunesses communistes à l'université, c'est par conviction qu'elle décide de se diriger vers l'architecture.

Immeubles de la cité Voltaire, Ivry-sur-Seine (Atelier Jean Renaudie architecte).

Elle entre à la fin de l'année 1952 aux Beaux-Arts de Paris, dans l'atelier de Marcel Lods, André Hermant et Henri Trezzini, le seul qui à l'époque accepte les femmes.
Elle y fait la rencontre de Jean Renaudie, avec qui elle entame une relation qui durera jusqu'en 1968 et dont elle a deux filles.

### Premiers projets
Fin 1958, elle quitte cet atelier pour intégrer l'atelier extérieur de Jean Faugeron. Elle est diplômée en 1961 sur un projet de tour de logements en semi-duplex : dès cette époque, elle est une des rares architectes à s'intéresser aux problématiques du logement social.
Elle entre dans l'agence de Roland Dubrulle en 1962 et se voit confier le projet de rénovation du centre d'Ivry-sur-Seine.
Dans le même temps, elle fonde sa propre agence en 1964 et collabore avec de nombreuses municipalités communistes de proche banlieue parisienne ainsi qu'à La Réunion. Elle est nommée architecte-conseil de l'État pour le département de la Nièvre.[Quand ?]
En 1968, la tour Raspail d'Ivry est édifiée. Elle conçoit ensuite les tours Lénine, Casanova et Jeanne-Hachette, ainsi que la cité Spinoza,, puis le Liégat, grand ensemble mêlant 140 logements sociaux et des locaux d'activités, garnis de terrasses végétalisées et de patios plantés.

### Carrière
Elle devient architecte en chef de la ville d'Ivry en 1969.

#### Collaboration avec Jean Renaudie
C'est dans ce cadre qu'elle invite Jean Renaudie à réfléchir avec elle sur le plan masse de la rénovation. Il obtient ici ses premières commandes en tant qu'architecte indépendant après son départ de l'atelier de Montrouge.
La coopération entre les deux architectes est intense, presque fusionnelle, entraînant des divergences de vue sur l'attribution, – certains commentateurs affirment que Renaudie a été son « mentor », tandis que d'autres y voient une tendance, dans le passé, à attribuer trop de crédit à Renaudie pour les projets sur lesquels ils ont travaillé en tant que partenaires égaux.

#### Principes de construction

Cité Voltaire (Atelier Jean Renaudie architecte). Tour Casanova de Renée Gailhoustet.

Dans ses réalisations, Gailhoustet rejette le principe de séparation des fonctions qui règne dans les grands ensembles sans pour autant vouloir revenir à la ville traditionnelle. S'appuyant sur les réflexions des architectes du Team X, notamment l'équipe de Georges Candilis, Alexis Josic et Shadrach Woods chez qui elle a travaillé, et sur les propositions inédites de Renaudie construites à Ivry, elle préconise au contraire la différenciation et l'imbrication des espaces,.
Le logement, le commerce et les services publics sont entrelacés dans son modèle d'urbanisation. Les piétons ne sont pas canalisés en parallèle avec les automobiles ; ils se déplacent à travers des zones piétonnes, des ponts et des escaliers.
Les résidences qu'elle a créées sont non conventionnelles et non standardisées. En mettant l'accent sur les terrasses individuelles et les plans d'étage à plusieurs niveaux et ouverts, elle offre aux résidents une qualité d'architecture qui n'est généralement pas associée au logement social,. Son matériau de construction préféré est le béton brut qu'elle complète par un espace suffisant pour la végétation,.

#### Enseignement
Elle enseigne à l'École spéciale d'architecture de 1973 à 1975.

### Fin de carrière
En 1999, Gailhoustet doit fermer son cabinet d'architecture faute de mandats. À partir des années 1980, son style d'architecture idiosyncrasique n'était plus à la mode. Le postmodernisme était la tendance dominante à l'époque, et la rentabilité la préoccupation première.

En résumant sa carrière, l'architecte britannique d’origine iranienne Farshid Moussavi, présidente du jury 2022[Lequel ?], souligne : 

« Les réalisations de Renée Gailhoustet vont bien au-delà de ce qui est produit partout aujourd’hui en tant que logement social ou abordable. Son travail fait preuve d’un fort engagement social qui rassemble la générosité, la beauté, l’écologie et l’inclusion. »

### Mort
Renée Gailhoustet meurt le 4 janvier 2023 à l'âge de 93 ans à Ivry-sur-Seine, dans son appartement HLM au 5e étage du Liégat,.
Dans son hommage, la ministre de la Culture, Rima Abdul Malak, déclare :

« En choisissant d’organiser l’espace suivant des parcours diversifiés, variées, surprenants et complexes comme la vie, Renée Gailhoustet aura su montrer qu’il existe mille et une façons d’habiter notre monde et que les murs des logements peuvent libérer plus qu’enfermer. »

### Décoration
- 2017 :  Commandeur de l'ordre des Arts et des Lettres[21]

## Récompenses
- 2018 : Médaille d'honneur de l'Académie d'architecture[4],[7]
- 2019 : Grand prix des arts de Berlin (Großer Kunstpreis Berlin)[15],[8]
- 2022 : Prix d’architecture de la Royal Academy of Arts[22]
- 2022 : Prix d’honneur du Grand Prix national de l’architecture (GPNA[11]).

## Principales réalisations

### Ivry-sur-Seine
- 1963-1968 : tour d'habitation Raspail, avec commerces et atelier municipal ; inscrit aux monuments historiques
- 1966-1970 : tour d'habitation Lénine, avec commerces et atelier
- 1966-1973 : ensemble Spinoza, avec bibliothèque enfantine, centre médico-psycho-pédagogique, foyer pour jeunes travailleurs, locaux d’activités et crèche
- 1968-1970 : kiosques Lénine et Raspail
- 1971-1982 : Le Liégat, ensemble de logements à terrasses, locaux d’activités ; labellisé « Architecture contemporaine remarquable »
- 1971-1973 : tour d'habitation Casanova, avec foyer pour personnes âgées, locaux d’activités
- 1972-1975 : tour d'habitation Jeanne Hachette, avec commerces, locaux d’activités,
- 1971-1986 : ensemble de logements à terrasses Marat, avec commerces, supermarché

### Autres
- 1975-1986 : quartier de la Maladrerie à Aubervilliers (Seine-Saint-Denis) avec logements à terrasses, résidence pour personnes âgées, ateliers d’artistes, commerces, labelisé « Patrimoine du XXe siècle »[23],[24]
- 1977-1986 : Îlot 8 avec logements à terrasses, galerie commerciale, locaux d’activités, ZAC Basilique à Saint-Denis (Seine-Saint-Denis)
- 1978-1985 : ensemble de logements, locaux d’activités de la ZAC Paul Bert à Villejuif (Val-de-Marne)
- 1985- 1993 : ensemble de logements et supermarché à Gentilly (Val-de-Marne)
- 1985-1994 : maison de quartier Jacques Brel à Romainville (Seine-Saint-Denis)
- 1986-1989 : logements à terrasses et varangues de Sainte-Thérèse, Baudelaire, La Possession (La Réunion)
- 1986-1989 : ensemble Rico-Carpaye de logements à terrasses et varangues, école maternelle, ZAC de la Plaine des Galets, Le Port (La Réunion) ; associée avec Serge Renaudie[25]
- 1988-1991 : réhabilitation et extension des ateliers de la ZAC Montjoie à la Plaine Saint-Denis (Seine-Saint-Denis)
- 1989-1993 : collège Jean Jaurès de Montfermeil (Seine-Saint-Denis)
- 1993-1995 : logements, ZAC du centre-ville à Villetaneuse (Seine-Saint-Denis)

## Publications
- Des racines pour la ville, éd. de l'Épure, 1998, 151 p.
- Éloge du logement, éd. Massimo Riposati, 1993, 95 p.
- Le Panoramique et l'observatoire de la ville, éd. Ne Pas Plier, 2000
- Renée Gailhoustet et Gérard Grandval : le 23 mai 1991, conférence animée par Bruno Vayssière, éd. du Pavillon de l'Arsenal, coll. « Architectes repères, repères d'architectures », 1998, 59 p.

## Expositions
Plusieurs expositions ont été consacrées à son œuvre (ainsi qu'à celle de Jean Renaudie) à Ivry-sur-Seine, dont une à l'occasion du festival d'architecture La tête dans les étoiles, en 2016.

#### Ouvrages sur l'architecte
- Jacques Lucan, France Architecture 1965-1988, éd. Electra-Le Moniteur, 1989, p. 59-61
- Bénédicte Chaljub, La Politesse des maisons. Renée Gailhoustet, architecte, éd. Actes Sud, coll. « L'Impensé », 2009

#### Autres publications
- Bénédicte Chaljub, « Renée Gailhoustet en ses terrasses », AMC, no 180, juin-juillet 2008, p. 118-124
- Bénédicte Chaljub, « Les œuvres des architectes Jean Renaudie et Renée Gailhoustet. 1958-1998 : Théorie et pratique », thèse de doctorat, université Paris VIII, école doctorale Ville et Environnement, 2007 (consulté le 5 juin 2017)
- Bénédicte Chaljub, « Renée Gailhoustet » in Architectures expérimentales 1950-2000, collection du Frac Centre, HYX, juin 2003, Orléans

### Filmographie
- L'Art de faire la ville : Renée Gailhoustet, architecte urbaniste, documentaire de Jean-Pierre Lefebvre et Christian Merlhiot, 1996, 23 min, couleur, vidéo, prod. Périphérie production et conseil général de la Seine-Saint-Denis ; [présentation]